# Prix littéraire du Syndicat français de la critique de cinéma
Le prix littéraire du Syndicat français de la critique de cinéma, nommé jusqu'en 1977 prix Armand-Tallier, en hommage au comédien et fondateur du studio des Ursulines, est un prix attribué depuis 1958 aux meilleurs livres traitant du cinéma. Il est attribué sur décision d'un jury par le Syndicat français de la critique de cinéma lors de sa remise de prix annuelle. Un système d'annonce de finalistes est mis en place pour 2017.
Il peut récompenser plusieurs types d'ouvrages (mémoires, albums, essais…). Certains livres étrangers, traduits, sont également lauréats. Depuis 2002, trois catégories sont définies pour récompenser les ouvrages : meilleur livre français, meilleur livre étranger et meilleur album.

## Palmarès
Les liens dans les titres renvoient aux cinéastes ou institutions concernées et non aux livres (sauf pour Hitchcock etTruffaut).
| Année | Titre                                                                                    | Auteur                                                                                   | Éditeur                                                                                      |
| ----- | ---------------------------------------------------------------------------------------- | ---------------------------------------------------------------------------------------- | -------------------------------------------------------------------------------------------- |
| 1958  | Jean Vigo                                                                                | P.E Sale Gomes                                                                           | Seuil                                                                                        |
| 1959  | Charlot                                                                                  | Jean Mitry                                                                               | Éditions Universitaires                                                                      |
| 1960  | L'ensemble de l'œuvre intitulée : Qu'est ce que le cinéma ?                              | André Bazin                                                                              | Cerf                                                                                         |
| 1961  | La Foi et les Montagnes ou le septième art au passé                                      | Henri Fescourt                                                                           | Paul Montel                                                                                  |
| 1962  | Le Dessin animé après Walt Disney                                                        | Robert Benayoun                                                                          | J.J. Pauvert                                                                                 |
| 1963  | Le Langage cinématographique                                                             | François Chevassu                                                                        | Ufoleis                                                                                      |
| 1964  | Défense et illustration de la musique dans le film                                       | Henri Colpi                                                                              | Serdoc                                                                                       |
| 1965  | Murnau                                                                                   | Lotte H. Eisner                                                                          | Terrain Vague                                                                                |
| 1966  | Louis Delluc                                                                             | Marcel Tariol                                                                            | Seghers                                                                                      |
| 1967  | Le Cinéma selon Hitchcock (ou Hitchcock/Truffaut)                                        | François Truffaut                                                                        | Robert Laffont                                                                               |
| 1967  | Cinéma                                                                                   | Robert Desnos                                                                            | Gallimard                                                                                    |
| 1968  | Humphrey Bogart                                                                          | Bernard Eisenschitz                                                                      | Terrain Vague                                                                                |
| 1969  | Histoire comparée du cinéma, tome II                                                     | J. Deslandes et J. Richard                                                               | Casterman                                                                                    |
| 1970  | Le Cinéma italien d'Antonioni à Rosi                                                     | Freddy Buache                                                                            | La Thièle                                                                                    |
| 1971  | Cinéma d'hier, cinéma d'aujourd'hui                                                      | René Clair                                                                               | Gallimard                                                                                    |
| 1972  | Maurice Jaubert                                                                          | François Porcile                                                                         | Éditeurs français réunis                                                                     |
| 1973  | Histoire du cinéma nazi                                                                  | Francis Courtade et Pierre Cadars                                                        | Terrain Vague                                                                                |
| 1974  | Le Cinéma selon Melville                                                                 | Rui Nogueira                                                                             | Seghers                                                                                      |
| 1975  | Le jury n'attribua pas de prix, trouvant les ouvrages proposés honorables mais scolaires | Le jury n'attribua pas de prix, trouvant les ouvrages proposés honorables mais scolaires | Le jury n'attribua pas de prix, trouvant les ouvrages proposés honorables mais scolaires     |
| 1976  | Le Soleil et les ombres                                                                  | Jean-Pierre Aumont                                                                       | Robert Laffont                                                                               |
| 1977  | Le Dossier Rosi                                                                          | Michel Ciment                                                                            | Stock                                                                                        |
| 1978  | Cinéma Exploité                                                                          | René Bonnel                                                                              | Seuil                                                                                        |
| 1979  | Essais : Dictionnaire des nouveaux cinémas arabes                                        | Claude Michel Cluny                                                                      | Sinbad                                                                                       |
| 1979  | Mémoires : Les Yeux ouverts                                                              | Roger Leenhardt                                                                          | Seuil                                                                                        |
| 1980  | Essais : Écrits 1950-1978                                                                | Nagisa Ōshima                                                                            | Gallimard / Cahiers du cinéma                                                                |
| 1980  | Mémoires : J'ai grandi à Hollywood                                                       | Robert Parrish                                                                           | Stock                                                                                        |
| 1981  | La France de Pétain et son cinéma                                                        | Jacques Siclier                                                                          | Veyrier                                                                                      |
| 1982  | Jean Renoir : œuvres de cinéma inédites                                                  | Jean Renoir                                                                              | Gallimard / Cahiers du cinéma                                                                |
| 1982  | Mention Spéciale : Un siècle de cinéma                                                   | Tay Garnett                                                                              | Hatier / Cinq continents                                                                     |
| 1983  | D.W. Griffith                                                                            | Collectif sous la direction de Patrick Brion                                             | Pluriel                                                                                      |
| 1984  | Luchino Visconti, un cinéaste                                                            | Alain Sanzio et Paul-Louis Thirard                                                       | Persona                                                                                      |
| 1984  | Mention : Le goût de la beauté                                                           | Éric Rohmer                                                                              | L'étoile                                                                                     |
| 1984  | Mention : Rencontres, chroniques et entretiens                                           | Georges Sadoul                                                                           | Denoël                                                                                       |
| 1985  | Boorman : un visionnaire en son temps                                                    | Michel Ciment                                                                            | Calmann-Lévy                                                                                 |
| 1985  | Mention spéciale : Œuvre de cinéma                                                       | Jean Vigo                                                                                | Coédition Cinémathèque française / Lherminier                                                |
| 1986  | Henri Langlois, 300 ans de cinéma : écrits                                               | Textes réunis par Jean Narboni                                                           | Cahiers du cinéma                                                                            |
| 1986  | Mention : Média et Malentendus                                                           | Philippe J. Maarek                                                                       | Edilig                                                                                       |
| 1986  | Richard Brooks                                                                           | Patrick Brion                                                                            | Chêne                                                                                        |
| 1987  | Le Cinéma Brésilien                                                                      | Collectif sous la direction de Paulo Antonio Paranagua                                   | Pluriel / Centre Pompidou                                                                    |
| 1988  | Alexandre Trauner, décorateur de cinéma                                                  | Entretiens avec Jean-Pierre Berthomé                                                     | Jade                                                                                         |
| 1989  | L'atelier d'Alain Resnais                                                                | François Thomas                                                                          | Flammarion                                                                                   |
| 1990  | La grande menace, le cinéma américain face au McCarthysme                                | Gilles Laprévotte, Michel Luciani et Anne-Marie Mangin                                   | Trois cailloux / Coproduction Maison de la culture d'Amiens / Festival international du film |
| 1991  | Lubitsch                                                                                 | N. T. Binh et Christian Viviani                                                          | Rivages                                                                                      |
| 1991  | Mention spéciale : Tendres ennemis : Cent ans de cinéma entre la France et l'Allemagne   | Collectif                                                                                | L'Harmattan                                                                                  |
| 1992  | L'almanach français du cinéma                                                            | Philippe d'Hugues                                                                        | Encyclopædia Universalis                                                                     |
| 1992  | La comédie musicale Hollywoodienne                                                       | Rick Altman                                                                              | Armand Colin                                                                                 |
| 1993  | Amis Américains                                                                          | Bertrand Tavernier                                                                       | Actes Sud / Institut Lumière                                                                 |
| 1993  | Louise Brooks                                                                            | Barry Paris                                                                              | Presses universitaires de France                                                             |
| 1994  | Le récit au cinéma                                                                       | Alain Masson                                                                             | Cahiers du cinéma                                                                            |
| 1994  | Une histoire du cinéma allemand : la UFA                                                 | Klaus Kreimeier                                                                          | Flammarion                                                                                   |
| 1995  | La musique au cinéma                                                                     | Michel Chion                                                                             | Fayard                                                                                       |
| 1995  | Antonioni                                                                                | Aldo Tassone                                                                             | Flammarion                                                                                   |
| 1995  | Le cinéma au rendez-vous des arts, années 20 et 30                                       | Collectif sous la direction de Emmanuelle Toulet                                         | Bibliothèque nationale de France                                                             |
| 1996  | La drôle de guerre des sexes dans le cinéma français                                     | Noël Burch et Geneviève Sellier                                                          | Nathan Université                                                                            |
| 1996  | Les fiancés de Marianne                                                                  | Pierre Maillot                                                                           | Le Cerf                                                                                      |
| 1996  | Kafka va au cinéma                                                                       | Hanns Zischler                                                                           | Cahiers du cinéma                                                                            |
| 1996  | Le cinéma Italien                                                                        | Jean A. Gili                                                                             | La Martinière                                                                                |
| 1997  | Du réalisme au cinéma                                                                    | Barthélémy Amengual                                                                      | Nathan                                                                                       |
| 1997  | Viv(r)e le cinéma                                                                        | Roger Tailleur                                                                           | Actes Sud                                                                                    |
| 1997  | Une vie dans le cinéma                                                                   | Michael Powell                                                                           | Actes Sud                                                                                    |
| 1997  | Le cinéma japonais                                                                       | Tadao Sato                                                                               | Georges Pompidou                                                                             |
| 1998  | Hollywood, la norme et la marge                                                          | Jean-Loup Bourget                                                                        | Nathan                                                                                       |
| 1998  | Yasujirō Ozu                                                                             | Shigehiko Hasumi                                                                         | Cahiers du cinéma                                                                            |
| 1998  | Aventures d'un regard                                                                    | Johan van der Keuken                                                                     | Cahiers du cinéma                                                                            |
| 1999  | Pour en finir avec le McCarthysme                                                        | Jean-Paul Török                                                                          | L'harmattan                                                                                  |
| 1999  | Hawks                                                                                    | Todd McCarthy                                                                            | Actes Sud / Institut Lumière                                                                 |
| 1999  | Hitchcock au travail                                                                     | Bill Krohn                                                                               | Cahiers du cinéma                                                                            |
| 1999  | Mention spéciale : La Règle du jeu : scénario original de Jean Renoir                    | Olivier Curchod et Christopher Faulkner                                                  | Nathan                                                                                       |
| 2000  | L'œil du Kremlin                                                                         | Natacha Laurent                                                                          | Privat                                                                                       |
| 2000  | Marilyn, une femme                                                                       | Barbara Leaming                                                                          | Albin Michel                                                                                 |
| 2000  | David Cronenberg                                                                         | Serge Grünberg                                                                           | Cahiers du cinéma                                                                            |
| 2001  | Orson Welles, cinéaste                                                                   | Youssef Ishaghpour                                                                       | La Différence                                                                                |
| 2001  | Raoul Walsh                                                                              | Michael Henry Wilson                                                                     | Cinémathèque française                                                                       |
| 2001  | Entretiens avec Brian De Palma                                                           | Samuel Blumenfeld et Laurent Vachaud                                                     | Calmann-Lévy                                                                                 |

| Année | Catégorie             | Titre                                                                                                  | Auteur                                                | Éditeur                                                     |
| ----- | --------------------- | --- | ----------------------------------------------------- | ----------------------------------------------------------- |
| 2002  | Livre français        | Preston Sturges, ou le génie de l'Amérique                                                             | Marc Cerisuelo                                        | Presses universitaires de France                            |
| 2002  | Livre étranger        | Marcel Carné (Child of Paradise : Marcel Carné and the Golden Age of French Cinema)                    | Edward Baron Turc                                     | L'Harmattan                                                 |
| 2002  | Album                 | Playtime                                                                                               | François Ede et Stéphane Goudet                       | Cahiers du cinéma                                           |
| 2003  | Livre français        | 26 secondes, l'Amérique éclaboussée, l'assassinat de JFK et le cinéma américain                        | Jean-Baptiste Thoret                                  | Rouge Profond                                               |
| 2003  | Livre étranger        | David Lean, une vie de cinéma (David Lean)                                                             | Kevin Brownlow                                        | Corlet-Cinémaction / Cinémathèque française                 |
| 2003  | Album                 | Le décor au cinéma                                                                                     | Jean-Pierre Berthomé                                  | Cahiers du cinéma                                           |
| 2004  | Livre français        | Hollywood et la difficulté d'aimer                                                                     | Laurent Jullier                                       | Stock                                                       |
| 2004  | Livre étranger        | Yasujirō Ozu ou l'anti-cinéma (小津安二郎の反映画, Ozu Yasujirō no han eiga)                           | Kiju Yoshida                                          | Institut Lumière / Arte                                     |
| 2004  | Livre étranger        | Le XXe siècle à l'écran (Film as History: Imagining and Screening in Twentieth Century)                | Shlomo Sand                                           | Seuil                                                       |
| 2004  | Album                 | Truffaut au travail                                                                                    | Carole Le Berre                                       | Cahiers du cinéma                                           |
| 2005  | Livre français        | Le royaume de leurs rêves, la saga des juifs qui ont fondé Hollywood                                   | Neal Gabler                                           | Calmann-Lévy                                                |
| 2005  | Livre étranger        | L'avant-garde au cinéma                                                                                | François Albera                                       | Armand Colin                                                |
| 2005  | Album                 | Sautet par Sautet                                                                                      | N.T. Binh et Dominique Rabourdin                      | La Martinière                                               |
| 2006  | Livre étranger        | Les aventures de Roberto Rossellini                                                                    | Tag Gallagher                                         | Léo Scheer                                                  |
| 2006  | Livre français        | Histoire de la Cinémathèque française                                                                  | Laurent Mannoni                                       | Gallimard                                                   |
| 2006  | Album                 | Il était une fois Walt Disney : aux sources de l'art des studios Disney                                | Collectif                                             | Réunion des Musées Nationaux                                |
| 2007  | Pas de catégorisation | John Ford                                                                                              | Joseph Mc Bride                                       | Actes Sud                                                   |
| 2007  | Pas de catégorisation | Federico Fellini                                                                                       | Tullio Kezich                                         | Gallimard                                                   |
| 2007  | Pas de catégorisation | Nuit et Brouillard                                                                                     | Sylvie Lindeperg                                      | Odile Jacob                                                 |
| 2007  | Pas de catégorisation | Splendeur du Western                                                                                   | Suzanne Liandrat-Guigues et Jean-Louis Leutrat        | Rouge Profond                                               |
| 2008  | Livre Français        | Amis Américains                                                                                        | Bertrand Tavernier                                    | Institut Lumière / Actes Sud                                |
| 2008  | Livre étranger        | Al Pacino                                                                                              | Lawrence Grobel                                       | Sonatine                                                    |
| 2008  | Album                 | Jean-Pierre et Luc Dardenne                                                                            | Collectif sous la direction de Jacqueline Aubenas     | Centre Wallonie Bruxelles International / CCACFB / Luc Pire |
| 2009  | Livre français        | Hollywood Classique, le temps des géants                                                               | Pierre Berthomieu                                     | Rouge Profond                                               |
| 2009  | Livre étranger        | Tambour battant, Mémoires (Licht, Schatten und Bewegung. Mein Leben und meine Filme)                   | Volker Schlöndorff                                    | Flammarion                                                  |
| 2009  | Livre étranger        | Bric-à-brac, du cauchemar réel au réalisme magique                                                     | Lucian Pintilie                                       | L'Entretemps                                                |
| 2009  | Album                 | L'antiquité au cinéma, vérités, légendes et manipulations                                              | Hervé Dumont                                          | Nouveau Monde                                               |
| 2010  | Livre français        | Joseph L. Mankiewicz et son double                                                                     | Vincent Amiel                                         | Presses universitaires de France                            |
| 2010  | Livre étranger        | Le plaisir de mettre en scène (Kazan on Directing)                                                     | Elia Kazan                                            | G3J                                                         |
| 2010  | Album                 | Monuments stars du 7e art                                                                              | Collectif sous la direction de N.T. Binh              | Patrimoine                                                  |
| 2011  | Livre français        | Le Cinéma d'Akira Kurosawa                                                                             | Alain Bonfand                                         | Vrin                                                        |
| 2011  | Livre étranger        | Alfred Hitchcock, une vie d'ombres et de lumière (Alfred Hitchcock: A Life in Darkness and Light)      | Patrick McGilligan                                    | Institut Lumière / Actes Sud                                |
| 2011  | Album                 | Fritz Lang au travail                                                                                  | Bernard Eisenschitz                                   | Cahiers du cinéma                                           |
| 2012  | Livre français        | Jean Renoir                                                                                            | Pascal Mérigeau                                       | Flammarion                                                  |
| 2012  | Livre étranger        | 5e Avenue, 5 heures du matin (Fifth Avenue, 5 A.M. : Audrey Hepburn in Breakfast at Tiffany's)         | Sam Wasson                                            | Sonatine                                                    |
| 2012  | Album                 | Les annales du cinéma français, les voies du silence (1895-1929)                                       | Pierre Lherminier                                     | Nouveau Monde                                               |
| 2013  | Livre français        | Rien n'est grave dans les aigus                                                                        | Michel Legrand en collaboration avec Stéphane Lerouge | Le Cherche midi                                             |
| 2013  | Livre étranger        | I am Spartacus ! (I Am Spartacus!: Making a Film, Breaking the Blacklist)                              | Kirk Douglas                                          | Capricci                                                    |
| 2013  | Album                 | Bernadette Lafont, une vie de cinéma                                                                   | Bernard Bastide                                       | Atelier Baie                                                |
| 2014  | Livre français        | Éric Rohmer                                                                                            | Antoine de Baecque et Noël Herpe                      | Stocks                                                      |
| 2014  | Livre étranger        | Friedkin connection, les mémoires d'un cinéaste de légende (The Friedkin Connection: A Memoir)         | William Friedkin                                      | La Martinière                                               |
| 2014  | Album                 | Jane Campion par Jane Campion                                                                          | Michel Ciment                                         | Cahiers du cinéma                                           |
| 2015  | Livre français        | Raoul Ruiz, le magicien                                                                                | Benoît Peeters et Guy Scarpetta                       | Les Impressions nouvelles                                   |
| 2015  | Livre français        | Le Magique et le vrai, l'acteur de cinéma, sujet et objet                                              | Christian Viviani                                     | Rouge Profond                                               |
| 2015  | Album                 | Gilliamesque, mémoires pré-posthumes                                                                   | Terry Gilliam                                         | Sonatine                                                    |
| 2016  | Livre français        | Alain Resnais, les coulisses de la création                                                            | François Thomas                                       | Armand Colin                                                |
| 2016  | Livre français        | Prodiges d'Arnold Schwarzenegger                                                                       | Jérôme Momcilovic                                     | Capricci                                                    |
| 2016  | Livre étranger        | Faire un film                                                                                          | Sidney Lumet                                          | Capricci                                                    |
| 2016  | Album                 | Sport & Cinéma                                                                                         | Julien Camy et Gérard Camy                            | Bailli De Suffren                                           |
| 2017  | Livre français        | Alain Delon, Ange et voyou                                                                             | Vincent Quivy                                         | Seuil                                                       |
| 2017  | Livre français        | Continental-Films, Cinéma Français sous contrôle Allemand                                              | Christine Leteux                                      | La tour verte                                               |
| 2017  | Livre français        | Les sensibilités religieuses blessées, Christianismes, blasphèmes et cinéma 1965-1988                  | Jeanne Favret-Saada                                   | Fayard                                                      |
| 2017  | Livre français        | Shining au miroir                                                                                      | Loig Le Bihan                                         | Rouge Profond                                               |
| 2017  | Album                 | Jean-Pierre Melville, une vie                                                                          | Antoine de Baecque                                    | Seuil                                                       |
| 2017  | Album                 | Cinéma d'animation, La French Touch                                                                    | Laurent Valière                                       | Martinière / Arte                                           |
| 2017  | Album                 | Écrans français de l'entre-deux-guerres                                                                | Jean-Jacques Meusy                                    | Association française de recherche sur l'histoire du cinéma |
| 2018  | Livre français        | Godard - Inventions d'un cinéma Politique                                                              | David Faroult                                         | Éditions Amsterdam                                          |
| 2018  | Livre étranger        | Federico Fellini - Le métier de cinéaste                                                               | Rita Cirio                                            | Éditions du Seuil                                           |
| 2018  | Album                 | Conversations avec Darius Khondji                                                                      | Jordan Mintzer                                        | Éditions Synecdoche                                         |
| 2019  | Livre français        | J'ai oublié                                                                                            | Anne Diatkine et Bulle Ogier                          | Éditions du Seuil                                           |
| 2019  | Livre étranger        | Dans les coulisses d'Alien                                                                             | Jonathan W. Rinzler                                   | Éditions Huginn & Muninn                                    |
| 2019  | Album                 | Sterling Hayden, l'irrégulier                                                                          | Philippe Garnier                                      | Éditions La Rabbia                                          |
| 2020  | Livre français        | Le spectateur zéro, conversation sur le montage                                                        | Yann Dedet et Julien Suaudeau                         | Éditions P.O.L                                              |
| 2020  | Livre étranger        | À la recherche de la lumière                                                                           | Oliver Stone                                          | Éditions de l'Observatoire                                  |
| 2020  | Album                 | Cassavetes par Cassavetes                                                                              | Ray Carney                                            | Éditions Capricci                                           |
| 2021  | Livre français        | Cérémonies, au cœur de L'Empire des sens                                                               | Stéphane du Mesnildot                                 | Éditions Le Lézard Noir                                     |
| 2021  | Livre étranger        | The Big Goodbye: Chinatown and et les dernières années d'Hollywood                                     | Sam Wasson (en)                                       | Carlotta Films                                              |
| 2021  | Album                 | Le Jeune Acteur 1 : Aventures de Vincent Lacoste au cinéma                                             | Riad Sattouf                                          | Éditions Les Livres du futur                                |
| 2022  | Livre français        | Vigilante                                                                                              | Yal Sadat                                             | Façonnage Éditions                                          |
| 2022  | Livre étranger        | Il y a bien longtemps, dans une salle de montage lointaine, très lointaine...                          | Paul Hirsch                                           | Carlotta Films / Almano Films                               |
| 2022  | Album                 | Mad Max : ultraviolence dans le cinéma, partie 1                                                       | Melvin Zed                                            | Éditions Rififi                                             |
| 2023  | Livre français        | Catherine Breillat - Je ne crois qu'en moi                                                             | Murielle Joudet                                       | Éditions Capricci                                           |
| 2023  | Livre étranger        | Laisse le flingue, prends les cannolis : le parrain, l'épopée du chef-d'oeuvre de Francis Ford Coppola | Mark Seal                                             | Éditions Capricci                                           |
| 2023  | Album                 | Hallyuwood, le Cinéma coréen                                                                           | Bastian Meiresonne                                    | Epa éditions                                                |